# Großer Österreichischer Staatspreis
Der Große Österreichische Staatspreis ist die höchste Auszeichnung, die von der Republik Österreich einmal jährlich einem Künstler für hervorragende Leistungen verliehen wird. Neben dem hier besprochenen Großen Österreichischen Staatspreis gibt es in der Republik Österreich noch zahlreiche weitere Staatspreise.

## Beschreibung
Der Große Österreichische Staatspreis wurde in seiner jetzigen Form 1950 vom damaligen Unterrichtsminister Felix Hurdes geschaffen (bereits in der ersten Republik hatte es seit 1934 eine Auszeichnung dieses Namens gegeben). Voraussetzung für eine Zuerkennung ist die österreichische Staatsbürgerschaft bzw. ein ständiger Wohnsitz in Österreich. Seit 1971 wird der Preis, der zuvor jährlich an Preisträger in mehreren Sparten vergeben werden konnte, pro Jahr nur noch in einer Kategorie und an eine einzige Person verliehen. Der Große Österreichische Staatspreis wird auf Vorschlag des Österreichischen Kunstsenats ohne festgelegtes Rotationsprinzip innerhalb der Sparten Architektur, Bildende Kunst, Literatur und Musik für ein künstlerisches Lebenswerk verliehen. Seit 2003 ist er mit 30.000 Euro dotiert.

## Preisträger 1934 bis 1937
Literatur
- 1934 Karl Heinrich Waggerl
- 1935 Josef Friedrich Perkonig, kein Förderungspreis in diesem Jahr[1]
- 1936 Maria Grengg
- 1937 Heinrich Suso Waldeck, Förderungspreis: Johannes Freumbichler

Bildende Kunst
- 1936 Wilhelm Frass[2]

Musik
- 1935: Joseph Messner, Förderungspreis: Friedrich Reidinger[1]
- 1937 Hanns Holenia

## Preisträger ab 1950
| Architektur: - 1950 Josef Hoffmann - 1953 Clemens Holzmeister - 1954 Max Fellerer - 1958 Erich Boltenstern - 1962 Roland Rainer - 1965 Josef Frank - 1967 Franz Schuster - 1971 Gustav Peichl - 1975 Karl Schwanzer - 1983 Hans Hollein - 1999 Wolf D. Prix und Helmut Swiczinsky mit Coop Himmelb(l)au - 2000 Wilhelm Holzbauer - 2004 Günther Domenig - 2011 Heinz Tesar - 2015 Elke Delugan-Meissl und Roman Delugan - 2020: Laurids Ortner und Manfred Ortner - 2024: Hermann Czech | Bildende Kunst: - 1951 Alfred Kubin - 1952 Albert Paris Gütersloh - 1954 Herbert Boeckl - 1955 Oskar Kokoschka - 1955 Fritz Wotruba - 1956 Alfred Wickenburg - 1957 Karl Sterrer - 1958 Toni Schneider-Manzell - 1960 Ferdinand Kitt - 1960 Max Weiler - 1962 Josef Dobrowsky - 1963 Arnold Clementschitsch - 1965 Sergius Pauser - 1966 Hans Fronius - 1968 Kurt Moldovan - 1969 Rudolf Hoflehner - 1973 Joannis Avramidis - 1978 Arnulf Rainer - 1980 Friedensreich Hundertwasser - 1984 Walter Ritter - 1985 Walter Pichler - 1988 Maria Lassnig - 1993 Bruno Gironcoli - 1996 Günter Brus - 1997 Christian Ludwig Attersee - 2003 Siegfried Anzinger - 2005 Hermann Nitsch - 2008 Karl Prantl - 2009 Brigitte Kowanz - 2013 Erwin Wurm - 2017 Renate Bertlmann - 2021 Martha Jungwirth | Literatur: - 1950 Josef Leitgeb - 1951 Felix Braun - 1952 Martina Wied - 1953 Rudolf Henz - 1954 Max Mell - 1955 Franz Theodor Csokor - 1956 Franz Nabl - 1957 Heimito von Doderer - 1957 Franz Karl Ginzkey - 1958 Imma von Bodmershof - 1959 Carl Zuckmayer - 1961 Albert Paris Gütersloh - 1961 Alexander Lernet-Holenia - 1962 George Saiko - 1963 Kurt Frieberger - 1964 Johannes Urzidil - 1966 Fritz Hochwälder - 1967 Elias Canetti - 1968 Ingeborg Bachmann - 1969 Christine Busta - 1970 Christine Lavant - 1972 Friedrich Heer - 1974 Hans Carl Artmann - 1977 Manès Sperber - 1979 Friedrich Torberg - 1982 Friederike Mayröcker - 1984 Ernst Jandl - 1987 Peter Handke - 1989 Oswald Wiener - 1991 Gerhard Rühm - 1994 Wolfgang Bauer - 1995 Ilse Aichinger - 1998 Andreas Okopenko - 2001 Gert Jonke - 2007 Josef Winkler - 2012 Peter Waterhouse - 2016 Gerhard Roth - 2018 Florjan Lipuš - 2022 Anna Baar | Musik: - 1950 Joseph Marx - 1951 Egon Kornauth - 1953 Johann Nepomuk David - 1955 Josef Matthias Hauer - 1956 Hans Erich Apostel - 1956 Otto Siegl - 1957 Hans Gál - 1959 Theodor Berger - 1959 Alfred Uhl - 1961 Egon Wellesz - 1963 Ernst Krenek - 1965 Gottfried von Einem - 1966 Hanns Jelinek - 1967 Karl Schiske - 1968 Erich Marckhl - 1969 Anton Heiller - 1970 Marcel Rubin - 1976 Cesar Bresgen - 1981 Roman Haubenstock-Ramati - 1986 Friedrich Cerha - 1990 György Ligeti - 1992 Kurt Schwertsik - 2002 HK Gruber - 2006 Georg Friedrich Haas - 2010 Olga Neuwirth - 2014 Beat Furrer - 2019 Thomas Larcher - 2024 Gerd Kühr |